# Zopfiofoveola
Zopfiofoveola — рід грибів родини Zopfiaceae. Назва вперше опублікована 1979 року.

## Класифікація
До роду Zopfiofoveola відносять 1 вид:
- Zopfiofoveola punctata